# Georgi Tsjerkelov
Georgi Tsjerkelov (Bulgaars: Георги Черкелов; Chaskovo, 25 juni 1930 – Sofia, 19 februari 2012) was een Bulgaarse toneel- en filmacteur.

## Carrière
Na het afronden van zijn rechtenstudie in 1956 begon Tsjerkelov met toneelspelen bij het theater van Pleven.

## Filmografie
- Posledniyat rund, 1961
- Na tihiya bryag, 1963
- Smart nyama, 1963
- Priklyuchenie v polunosht, 1964
- Neveroyatna istoriya, 1964
- Do grada e blizo, 1965
- Valchitsata, 1965
- Tsar i general, 1966
- Semeystvo Kalinkovi, 1966
- Dzhesi Dzeyms sreshtu Lokum Shekerov, 1966
- Malchalivite pateki, 1967
- S dakh na bademi, 1967
- Galileo, 1968
- Byalata staya, 1968
- Opasen polet, 1968
- Mazhe v komandirovka, 1969
- Gospodin Nikoy, 1969
- Na vseki kilometar, 1969
- Knyazat, 1970
- Demonat na imperiyata, 1971
- Stranen dvuboy, 1971
- Na vseki kilometar - II, 1971
- Gola savest, 1971
- Ochakvane, 1973
- Ivan Kondarev, 1974
- Zarevo nad Drava, 1974
- Trudna lyubov, 1974
- Na zhivot i smart, 1974
- Svatbite na Yoan Asen, 1975
- Prisustvie, 1975
- Izgori, za da svetish, ab 1976
- Dopalnenie kam zakona za zashtita na darzhavata, 1976
- Chetvartoto izmerenie, ab 1977
- Yuliya Vrevskaya, 1978
- Rali, 1978
- Toplo, 1978
- Chereshova gradina, 1979
- 681 - Velichieto na hana, 1981
- Khan Asparuh, 1981
- Die priwalov'schen Millionen, 1983
- Nay-tezhkiyat gryah, 1982
- Spirka 'Berlin, 1982
- Konstantin Filosof, 1983
- Bronzoviyat klyuch, 1984
- Vkus na biser, 1984
- Sadiyata, 1986
- Pod igoto, ab 1990
- Tarkalyashti se kamani, 1995
- Zakasnjalo palnolunie, 1996
- Stakleni topcheta, 1999
- Vercingétorix, 2001
- Obarnata elcha, 2006
- Apostol Karamitev, 2009